# Forssa
Forssa (en suédois Forssa mais aussi Forsa) est une ville du sud de la Finlande, dans la région du Kanta-Häme.

## Géographie
La commune est de petite taille, située à peu près au centre du triangle formé par les 3 principales ville du pays : Tampere à 87 km, Turku à 88 km et Helsinki à 110 km.
La capitale régionale Hämeenlinna se situe à 56 km.
Les municipalités voisines sont Tammela à l'est et au sud, Jokioinen à l'ouest, Humppila au nord-ouest et enfin Urjala au nord (Pirkanmaa).

## Démographie
Depuis 1980, l'évolution démographique de Forssa est la suivante :
| Année      | 1980   | 1985   | 1990   | 1995   | 2000   | 2005   |
| ---------- | ------ | ------ | ------ | ------ | ------ | ------ |
| population | 19 332 | 20 074 | 19 660 | 19 542 | 18 506 | 17 918 |

| Année      | 2010   | 2016   | 2020   |
| ---------- | ------ | ------ | ------ |
| population | 17 904 | 17 332 | 16 906 |

## Économie
Elle compte un grand nombre de petites industries. Les plus connues sont une imprimerie, deux usines agro-alimentaires et une verrerie appartenant à Saint-Gobain-Isover. La ville a une tradition industrielle depuis les investissements de Axel Wilhelm Wahren, grand patron du milieu du XIXe siècle. L'essor s'est accéléré avec l'arrivée de la voie ferrée en 1898.

### Principales entreprises
En 2021, les principales entreprises de Forssa par chiffre d'affaires sont :
| Société                          | C.A.  |
| -------------------------------- | ----- |
| Parmarine Oy                     | 63 M€ |
| Teleste Information Solutions Oy | 30 M€ |
| Jokioisten Maanrakennus Oy       | 28 M€ |
| Forssa Print                     | 20 M€ |
| K-Citymarket Forssa              | 18 M€ |
| Tavaratalo Hurrikaani            | 16 M€ |
| Suomen Erityisjäte Oy            | 15 M€ |
| K-Rauta Forssa                   | 14 M€ |
| C.P.E. Production Oy             | 12 M€ |
| Kiimassuon jätekeskus (Forssa)   | 12 M€ |

### Employeurs
En 2021, les plus importants employeurs privés de Forssa sont:
| Employeur                        | Employés |
| -------------------------------- | -------- |
| Parmarine Oy                     | 413      |
| Loimijoen Kuntapalvelut Oy       | 146      |
| Teleste Information Solutions Oy | 131      |
| VMP Forssa                       | 103      |
| Forssa Print                     | 88       |
| Fokor Oy                         | 73       |
| Liha ja Säilyke Oy               | 66       |
| Kiimassuon jätekeskus (Forssa)   | 64       |
| DA-Group (fi)                    | 61       |
| Jokioisten Maanrakennus Oyb      | 59       |

## Transports
Forssa constitue un important carrefour routier. En effet, c'est là que se croisent deux importantes nationales, la route nationale 2  reliant Pori à Helsinki et la route nationale 10 entre Turku et Tuulos via Hämeenlinna.
Forssa est aussi traversé par les routes suivantes :
- (Somero-Forssa)
- (Jokioinen-Forssa)
- (Urjala-Forssa)
- (Tammela-Forssa)

### Distances
- Helsinki 110 km
- Hämeenlinna 56 km
- Pori 128 km
- Tampere 87 km
- Turku 88 km
- Joensuu 456 km
- Lahti 127 km
- Jyväskylä 235 km
- Oulu 563 km
- Porvoo 145 km
- Rovaniemi 770 km
- Vaasa 319 km

## Administration

### Conseil municipal
Les 43 conseillers municipaux sont répartis comme suit:

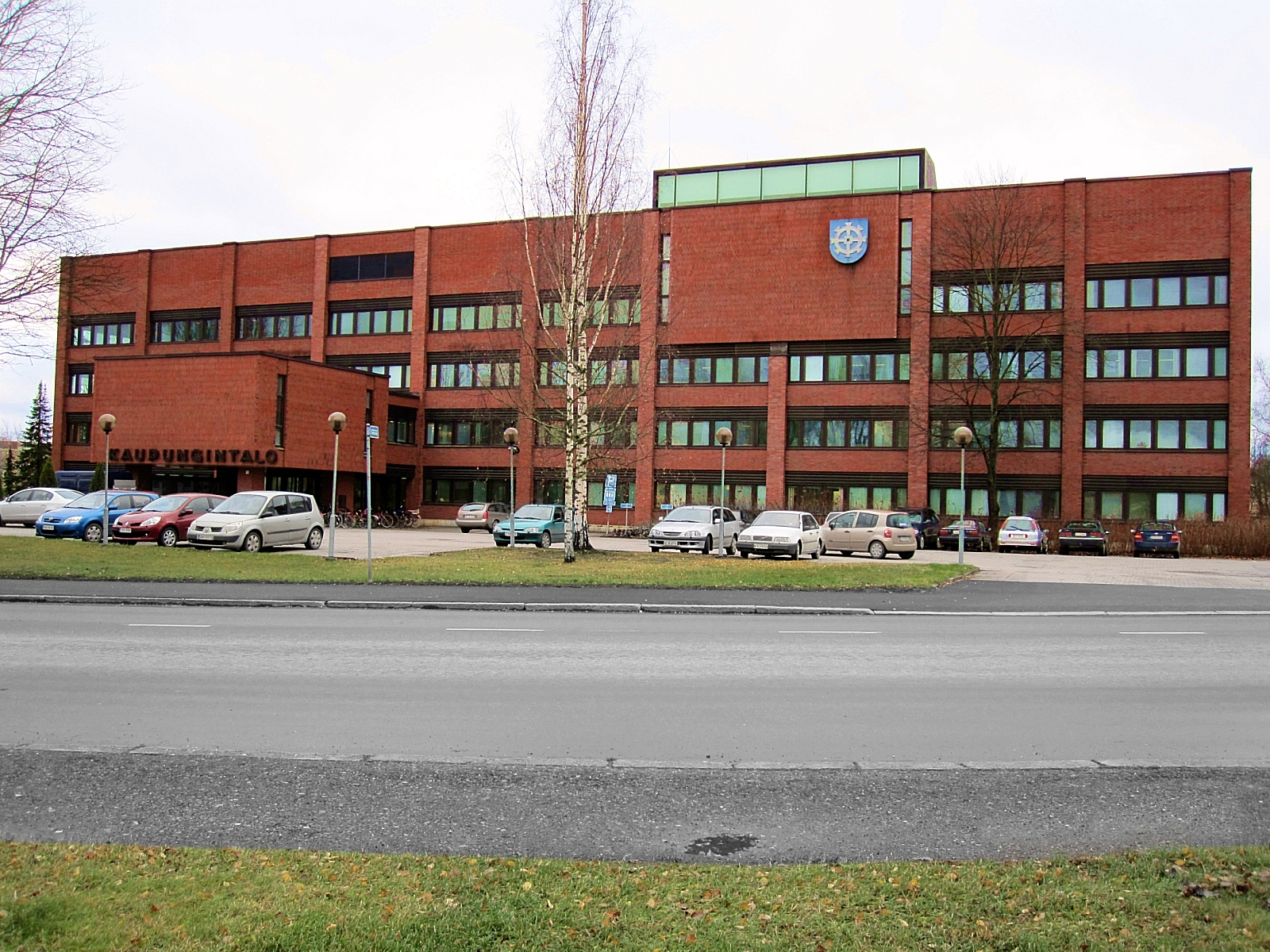
Mairie.

| Parti    | Parti                              | Sièges 2021–2025 |
| -------- | ---------------------------------- | ---------------- |
|          | Parti social-démocrate de Finlande | 13               |
|          | Vrais Finlandais                   | 6                |
|          | Parti de la Coalition nationale    | 10               |
|          | Parti du centre                    | 4                |
|          | Ligue verte                        | 2                |
|          | Alliance de gauche                 | 5                |
|          | Chrétiens-démocrates               | 3                |
| Sources: |                                    |                  |

### Subdivisions administratives
| Districts        | Quartiers (numéro.)/ zone statistique |
| ---------------- | --- |
| Keskustaajama    | - Haudankorva (6.) - Järvenpää (11.) - Kaikula (9.) - Keskusta (1.) - Kivimäki (10.) - Korkeavaha (4.) - Kuhala (7.) - Kuusto (12.) - Lamminranta (3.) - Linikkala (5.) - Ojalanmäki (2.) - Paavola (15.) - Pikku-Muolaa (13.) - Pispanmäki (14.) - Talsoila (8.) - Vieremä (16.) |
| Parkkiaro        | Parkkiaro (17.) |
| Entinen Koijärvi | - Kojo - Matku - Suonpää |

## Paysage urbain

### Espaces naturels

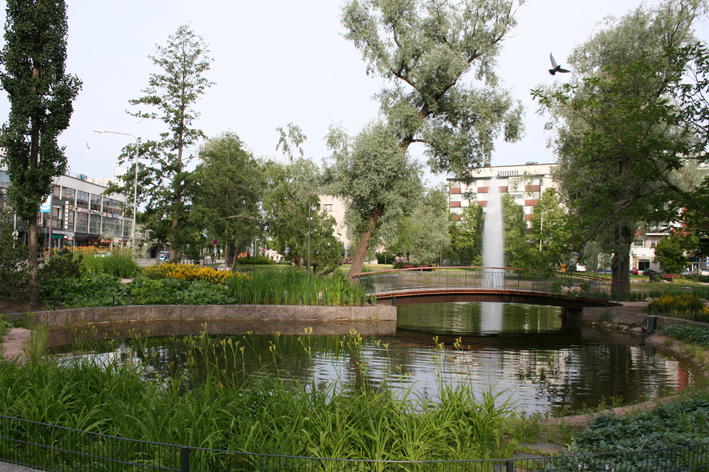
Parc Ankkalammi.

Forssa compte plus de 100 parcs s'étendant sur 386 hectares dont les plus importants sont:
- Ankkalammin puisto
- Yhtiönpuisto
- Keskuspuisto
- Talsoilan puisto
- Rantapuisto
- Harjupuisto
- Paavolan puisto
- Siurilan puisto
- Salmistonmäki et Loimalammi

### Bâtiments
- Patinoire de Forssa
- Église de Forssa
- Gare routière de Forssa
- Musée de Forssa
- Gare de Forssa
- Hôpital de Forssa
- Centrale électrique de Forssa
- Église de Koijärvi
- Aérodrome de Forssa
- Gare de Matku
- Piste de trot de Pilvenmäki
- Rehti-areena
- Maison des sports Feeniks

## Personnalités
- Kalevi Aho, compositeur
- Aarne Ervi architecte
- Sirkka-Liisa Anttila, ministre
- Sanni Grahn-Laasonen, ministre
- Tuukka Kotti, basketteur
- Juuse Saros, joueur de hockey
- Alpo Suhonen, joueur de hockey

## Jumelages
| Ville | Ville                 | Pays | Pays     |
| ----- | --------------------- | ---- | -------- |
|       | commune de Södertälje |      | Suède    |
|       | Gödöllő               |      | Hongrie  |
|       | Sarpsborg             |      | Norvège  |
|       | Sault-Sainte-Marie    |      | Canada   |
|       | Serpoukhov,           |      | Russie   |
|       | Struer                |      | Danemark |
|       | Tierp                 |      | Suède    |